# Dżammu
Dżammu (hindi जम्मू, trb.: Dźammu, trl.: Jammū; kaszm. ‏جۄم‎; urdu ‏جموں‎; ang. Jammu) – miasto w Indiach, zimowa stolica terytorium związkowego Dżammu i Kaszmir, położona w regionie Dżammu. W 2011 roku (dane ze spisu powszechnego) miasto zamieszkiwało ponad 500 tysięcy osób. Jest położone na wysokości ok. 330 m n.p.m.
Siedziba rzymskokatolickiej diecezji Dżammu-Śrinagar.